# Maguva typicus
Maguva typicus är en insektsart som beskrevs av William Lucas Distant. Maguva typicus ingår i släktet Maguva och familjen hornstritar. Inga underarter finns listade i Catalogue of Life.